# Arabella Steinbacher
Arabella Steinbacher (née à Munich, le 14 novembre 1981), est une violoniste allemande.

## Biographie
Née d'un père allemand et d'une mère japonaise, tous deux musiciens (le pianiste Alexander Steinbacher et sa mère chanteuse qui a étudié en Allemagne), elle commence le violon à l'âge de trois ans avec un professeur allemand, à l'aide de la méthode Suzuki, fondée sur l'écoute et l'imitation ; elle en apprécie immédiatement la sonorité et le timbre. Pour elle, « il était tout à fait normal de faire de la musique à la maison. Pour nous, la musique a toujours été quelque chose comme boire ou se nourrir. Elle était simplement toujours là et je n'ai jamais voulu faire autre chose. »
Dès l'âge de 9 ans, elle étudie auprès d'Ana Chumachenko à l'Académie de musique de Munich, et plus tard avec Ivry Gitlis et une master-class avec Dorothy DeLay. Elle effectue sa première grande tournée de concerts à 18 ans. En 2003, elle joue le Concerto pour violon de Khatchatourian pour le centenaire du compositeur, sous la direction de Vladimir Fedosseïev. En 2004, à la suite du succès de son interprétation du Concerto pour violon de Beethoven avec l'Orchestre philharmonique de Radio France, sous la direction de Neville Marriner, sa carrière est lancée.
Elle a joué avec les orchestres de Londres (London Philharmonic), Dresde, Boston et Chicago (où elle joue sous la direction de Christoph von Dohnányi le Concerto de Sibelius) et travaillé entre autres avec les chefs d'orchestre Colin Davis, Charles Dutoit, Lawrence Foster et Marek Janowski. Elle a voyagé en Asie, aux États-Unis, en Russie. Son répertoire est composé de plus de trente concertos pour violon classiques de Bach à Korngold ou Barber et plus modernes, comme ceux de Stravinsky ou Hartmann et Offertoire de Sofia Gubaidulina.
En avril 2011, elle a joué pour la première fois au Carnegie Hall de New York.
Arabella Steinbacher joue sur le « Booth » de 1716, prêté par la Nippon Music Foundation.

## Prix et distinctions
- 2000 : Concours International de Violon Joseph Joachim, de Hanovre
- 2001 : Prix de l'État de Bavière
- 2001 : Bourse de la Fondation des Amis d'Anne-Sophie Mutter

## Discographie
Concertos
- 2004 : Aram Khachaturian, Concerto pour violon et violoncelle - avec Daniel Müller-Schott, violoncelle, Orchestre symphonique de Birmingham, Dir. Sakari Oramo (Orfeo ORFEO623041)
- 2005 : Darius Milhaud, Concerto pour violon nos 1 et 2, Concertino - Münchner Rundfunkorchester, Dir. Pinchas Steinberg (Orfeo ORFEO646051)
- 2006 : Chostakovitch, Concertos pour violon nos 1 et 2 - Orchestre symphonique de la Radiodiffusion bavaroise (Orfeo ORFEO687061)
- 2009 : Beethoven – Concerto pour violon ; Berg, Concerto pour violon - WDR Sinfonieorchester Cologne, Andris Nelsons (Orfeo ORFEO778091)
- 2009 : Dvořák Concerto pour violon, op. 35 et Szymanowski, Concertos pour violon - Orchestre de la radio de Berlin, Dir. Marek Janowski (mai 2009, Pentatone PTC 5186 353) (OCLC 759875047)
- 2010 : Bartók, Concertos pour violon nos 1 et 2 - Orchestre de la Suisse romande, Dir. Marek Janowski (2009, Pentatone PTC 5186 350) (OCLC 767877057)
- 2011 : Brahms – Concerto pour violon, op. 77 - Wiener Symphoniker, Dir. Fabio Luisi (Orfeo ORFEO752111)
- 2012 : Prokofiev, Concertos pour violon nos 1 et 2, Sonate pour violon, op. 115 - Orchestre national de Russie, Dir. Vasily Petrenko (janvier 2012, Pentatone) (OCLC 906565055)
- 2013 : Bruch, Concerto pour violon no 1 et Korngold, Concertos pour violon, Chausson, Poème - Orchestre de chambre Gulbenkian, Dir. Lawrence Foster (juillet 2012, SACD Pentatone) (OCLC 906565143)
- 2014 : Mozart, Concertos pour violon nos 3, 4 et 5 - Cordes du festival de Lucerne (Daniel Dodds, Konzertmeister) (septembre 2013, Pantatone) (OCLC 882945033)
- 2015 : Mendelssohn, Concerto pour violon, op. 64 et Tchaikovski, Concerto pour violon, op. 35 - Orchestre de la Suisse romande, Dir. Charles Dutoit (septembre 2014, SACD Pentatone) (OCLC 911496496)
- 2017 : Britten, Concerto pour violon, op. 15 et Hindemith, Concerto pour violon - Rundfunk-Sinfonieorchester Berlin, Dir. Vladimir Jurowski (Octobre 2017, SACD Pentatone) (OCLC 1013893404)
- 2025 : Ludwig van Beethoven, Concerto pour violon en ré majeur op 61, Orchestre philharmonique du Luxembourg, Dir. Gustavo Gimeno (album Beethoven & Lentz, label Pentatone, PTC5187240)

Musique de chambre
- 2008 : Violino Latino, Astor Piazzolla, Darius Milhaud, Fritz Kreisler, Alberto Ginastera, Heitor Villa-Lobos, Manuel Ponce… - Peter von Wienhardt, piano (Orfeo ORFEO739081)
- 2008 : Fauré, Poulenc, Ravel (Tzigane), Sonates pour violon et piano - Robert Kulek, piano (7–10 mai 2007, Orfeo) (OCLC 658659886)
- 2011 : Brahms, Sonates pour violon et piano - avec Robert Kulek, piano (septembre 2010, Pantatone PTC5186367) (OCLC 811456312)
- 2013 : Franck et Strauss, Sonates pour violon - avec Robert Kulek, piano (mai 2012, Pantatone) (OCLC 890322344)